# زاره موسیسیان
زاره گریگوری موسیسیان (ارمنی: Զարեհ Գրիգորի Մովսիսյան؛  زادهٔ ۵ ژانویهٔ ۱۹۰۰ - درگذشته ۵ دسامبر ۱۹۷۷) یک پرتوشناس و استاد اهل ارمنستان بود.

## زندگی‌نامه
در ۵ ژانویهٔ ۱۹۰۰ در آخالتسیخه به دنیا آمد و از دومین دانشگاه دولتی مسکو (۱۹۲۴) فارغ‌التحصیل شد.   وی همچنین برنده دانشمند شایسته ارمنستان شوروی (۱۹۶۱) نشان پرچم سرخ کار شده است. وی در ۵ دسامبر ۱۹۷۷ در سن ۷۷ سالگی در ایروان درگذشت.

## یادداشت
1. ↑  բժշկական գիտությունների դոկտոր
2. ↑  Մոսկվայի երկրորդ պետական համալսարան
3. ↑  ռենտգենաբան